# Dano Heriban
Dano Heriban (Trnava, 25 de marzo de 1980-Svätý Jur, 24 de mayo de 2023) fue un actor y músico eslovaco conocido como uno de los actores más universales de Eslovaquia, capaz de sobresalir tanto en papeles cómicos como trágicos.

## Biografía
Heriban nació en Trnava el 25 de marzo de 1980. Después de graduarse de la Academia de las Artes Escénicas en Bratislava en 2004, comenzó a actuar en el Teatro de Martin. En 2014, se cambió al Teatro nacional Eslovaco. También protagonizó las series de televisión de larga duración Horná Dolná, Druhá Šanca, Pumpa, así como las películas Únos y Sviňa. Su última película, The Man Who Stood in the Way, donde Heriban interpreta al personaje principal de Alexander Dubček, se estrenó el 25 de mayo, un día después de su muerte. Por su trabajo en teatro y televisión recibió dos premios DOSKY (2012, 2013) y uno OTO (2015).

## Vida personal
Desde 2005 Heriban estuvo casado con la actriz Slávka Halčáková. Se divorciaron en 2007. En 2016 se casó con la actriz Kamila Heribanová. Tuvieron dos hijos. Además, Heriban tuvo otro hijo de una relación anterior.

### Muerte
Heriban murió de un ataque al corazón en Svätý Jur, el 24 de mayo de 2023, a la edad de 43 años. Muchos compañeros actores, así como la presidenta Zuzana Čaputová, rindieron homenaje a Heriban tras su muerte.